# King (Art of Fighting)
Pour les articles homonymes, voir King.
King est un personnage de jeu vidéo de la série Art of Fighting, développée et éditée par la société japonaise SNK. Elle apparaît également dans la série des The King of Fighters.
Elle apparaît pour la première fois dans le jeu Art of Fighting, comme étant le seul personnage féminin du jeu, et l'un des premiers personnages français de l'histoire des jeux de baston (avec Janne de World Heroes).

## Histoire

### Art of Fighting
King est une combattante expérimentée qui a acquis sa notoriété en battant un célèbre champion de Muay Thai. 
Pour plusieurs raisons -comme celle de cacher sa véritable identité afin d'apparaître comme quelqu'un de respectable aux yeux de ses adversaires- elle s'est évertuée à prendre une apparence masculine pour se défendre dans les rues de Southtown, ville réputée pour sa dangerosité. 
L'une de ses raisons est sa 1e participation à un tournoi de Muay Thaï en Thaïlande, où elle était partie s'entraîner durant son enfance avec son petit frère. Comme le tournoi était interdit aux femmes, elle se fit passer pour un homme, et atteignit la finale, où sa ruse fut éventée par un coup de son adversaire qui a déchiré sa chemise. Elle fut disqualifiée de facto, et cet événement l'a profondément marqué.
Cinq ans avant que l'histoire de Art of Fighting ne commence, elle est amenée à affronter les Neo Black Cats, une bande de voyous notoire dont le chef est Jack Turner, membre important du syndicat de crime de Southtown mené par un certain Mr. Big. Jack Turner lui inflige une cuisante défaite et elle a du mal à s'en remettre. Pire, étant sans le sou, elle se retrouve sous le joug de ses bourreaux. Elle est alors forcée de travailler comme videur pour Mr. Big. Cette histoire qu'elle s'efforce de garder secrète vole en éclats lorsqu'elle doit affronter Ryo Sakazaki qui cherche partout en ville sa petite sœur Yuri que Mr. Big a enlevé. En effet, ce dernier craint l'école d'arts martiaux que tient Takuma Sakazaki, le père de Ryo, et décide d'enlever Yuri pour avoir un moyen de pression, en cas de représailles. King, vaincue par Ryo, accepte de l'aider à retrouver sa sœur et guide donc Ryo et Robert au repaire de Mr. Big. Une fois Mr. Big terrassé, elle recouvre enfin la liberté dont elle avait privée après tant d'années.
Dans Art of Fighting 2, elle continue sa passion pour le combat de rue, jusqu'à ce qu'elle apprenne que Jan, son jeune frère, a des problèmes de santé. Celui-ci, en effet, doit se faire opérer pour retrouver l'usage de ses jambes. Elle se présente alors au tournoi du King Of Fighters, dans l'espoir de gagner la récompense, et financer la dite opération. Dans les images de fin qui lui sont consacrées, elle est surprise de revoir Jan marcher par ses propres moyens. Il se trouve que Ryo et Robert ont tous deux payé l'opération entre-temps, pour exprimer à King leur gratitude de les avoir aidé à retrouver Yuri.
Selon les dires de Ryo, elle se porte bien, dans la période où se déroule Buriki One. Il est vrai qu'en passant devant le bar "Illusion", Ryo s'arrête à l'occasion pour la voir et discuter avec elle. Puisqu'il ne la considère que comme "une bonne amie", rien de concret n'est dit sur leur relation.

### The King of Fighters
Comme tous les personnages d'Art of Fighting apparaissant dans The King of Fighters, l'histoire de King n'a pas changé. Elle se poursuit avec une continuité plus ou moins alternée (Art of Fighting semble se passer en 1978-1979).
Durant la série des The King of Fighters, King est le seul membre récurrent de la Women's Team. Elle a également ouvert un bar en Angleterre (et plus tard à Southtown), l'Illusion et a engagé deux serveuses du nom de Mary et d'Elizabeth qui l'assistent dans les tâches quotidiennes. Généralement, elle répond toujours positivement aux lubies de ses coéquipières de participer au tournoi, "pour que Jan soit fier d'elle".
Elle accepte exceptionnellement de rejoindre la Art of Fighting Team dans le The King of Fighters 2000 quand Yuri la supplie de la remplacer. À ce titre, Robert souhaitera alors vérifier sa crédibilité mais King lui montrera définitivement, lors du challenge qu'il lui a lancé, de quoi elle est capable.
La série met aussi en exergue l'attachement qu'elle ressent pour Ryo, ce qui est encore plus souligné dans le The King of Fighters 2000 et dans le The King of Fighters XI. Dans le The King of Fighters XIII, elle participe au tournoi juste parce qu'elle ne veut pas perdre face aux autres équipes.

## Personnalité
King est une personne aimable, fidèle, mais qui fait parfois preuve d'une grande violence. Elle est très loyale envers ses amis mais se montre sans pitié pour ses ennemis. Bien qu'elle soit une femme passionnée, elle montre rarement son côté sensible à ses amis (et quand elle le fait, les choses semblent tourner à la catastrophe).
Elle s'habille souvent en homme (même si ses atours deviennent de plus en plus féminins avec le temps) et a un grand attrait pour le bon vin. Bien que King ait été dans le temps en plein questionnement pour ce qui se rapporte à son genre, la question ne s'est jamais posé pour ce qui est de sa sexualité et elle est vraisemblablement attirée par Ryo Sakazaki. Certaines séquences d'avant-match entre les deux protagonistes le prouvent.
Bien que King  agisse de façon masculine la plupart du temps, des réminiscences de féminité subsistent at apparaissent par-ci par-là. Par exemple, King se montre très féminine quand elle provoque l'adversaire et quand elle dit C'mon, baby !
À la fin du The King of Fighters XI et du The King of Fighters XIII, elle porte même une robe.

### Mouvements
- Acrobaties: King est une combattante très acrobatique. Ce qui se voit quand elle utilise des techniques comme le Trap Shot, le Mirage Dance ou le Tornado Kick.
- Maîtrise élevée des coups de pied : King utilise beaucoup de techniques de pieds puissantes et dévastatrices dans son arsenal de coups.
- Maîtrise de l'énergie : King est capable de projeter des boules d'énergie, et chose rare chez un personnage de jeu, en utilisant ses pieds.
- Style de combat :

King utilise le kickboxing, plus précisément le Muay Thai, mais d'une façon très particulière, ce qui lui vaut parfois des remarques désobligeantes de la part d'autres pratiquants de Muay Thai, comme Joe Higashi ou Hwa Jai, comme on peut le voir dans les dialogues d'avant-match de The King of Fighters XIII. Elle peut effectuer des sauts acrobatiques très hauts que n'utilisent pas les kickboxers thai. Son style de combat ressemble beaucoup au kickboxing coréen connu sous le nom de Kun Gek Do. Par ailleurs, ayant des origines françaises, il est plus que probable qu'elle utilise également des techniques de Savate.

### Divers
- Billard : King est une joueuse chevronnée de billard (elle est peut-être même professionnelle). C'est sa grande passion.
- Mixologie : King est une experte pour concocter de nouvelles boissons (alcoolisées) puisqu'elle a passé une très longue partie de sa vie dans les bars. Et elle collectionne, par ailleurs, les verres à vins.
- Lorsque King est battue dans Art of Fighting avec un coup spécial à la fin (boule de feu, enchainement fort et rapide), le haut de son costume se déchire. L'animation est la même dans Art of Fighting 2, The King of Fighters '94, and The King of Fighters '95 mais n'apparaît plus à partir du King of Fighters '96. Si c'est fait pendant le "Story Mode" d'Art of Fighting, King dira des répliques différentes après sa défaite et aura une image de défaite différente.
- Bien qu'ils n'aient pas le même âge, King, Mature et Shingo Yabuki ont la particularité tous les trois d'être nés, un 8 avril, d'où le fait qu'ils aient une image de fin bien à eux, lorsqu'ils sont sélectionnés ensemble pour former une même équipe, dans The King of Fighters '98, appelée pour l'occasion Birthday Team.
- Erreur: King est d'origine française. Son petit frère l'est également alors. La graphie du nom, néanmoins, est incorrecte. Probablement une erreur de storyboard, son prénom aurait dû s'écrire Jean et non Jan, graphie plus utilisée en Catalogne ou dans les pays scandinaves. On retrouve, d'ailleurs, cette même erreur dans la graphie de Janne, personnage français de la série World Heroes.
- On prête diverses inspirations au personnage de King. Il a longtemps été affirmé que ses attributs physiques seraient basés sur l'actrice et artiste martiale Cynthia Rothrock arborant dans les années 80-90 une chevelure blonde au cours de ses films. Toutefois, le personnage de King serait davantage inspiré d'un des personnages du film hongkongais Héroïne Connection en 1989, interprété alors par l'artiste martiale néerlandaise Saskia van Rijswijk.

## Bande originale
- 'Michiya Iya - Art of Fighting
- Ne? (Isn't it?) - The King of Fighters '94, The King of Fighters '98 and Ultimate Match (quand elle fait équipe avec Yuri et Mai)
- Kabocha to Piero (Pumpkin & Piero) - Art of Fighting 2
- Tsuchi o Hau Bass - The King of Fighters '95, The King of Fighters '98: Ultimate Match (as EX King)
- Get'n Up - The King of Fighters '96
- Fairy - The King of Fighters '98
- Sha-La-La - The King of Fighters '99
- Beauty and the Beast - The King of Fighters 2000
- The Queen of Fighters - The King of Fighters 2001
- I'm Hot for You - The King of Fighters 2003, The King of Fighters XIII (quand la musique passe au "Type B", seulement sur la version console, avec Yuri Sakazaki et Mai Shiranui)
- After a Long Absence - The King of Fighters XI
- Who is Queen? - The King of Fighters XIII
- Destiny - The King of Fighters 2002 Unlimited Match
- A Wonderful Person - Days of Memories (Koi wa Good Job!)
- Image Song
- The Song of Fighters II - Elle partage l'image du soundtrack avec d'autres personnages de King of Fighters

## Doublage
- Harumi Ikoma - depuis la première apparition de King
- Yumi Tōma - The King of Fighters '94 Dengeki Bunko drama CD
- Masako Katsuki - Art of Fighting anime
- Sharon Becker - Art of Fighting anime (voix anglaise)

## Apparitions

### Apparitions par équipes
| Nom de l'équipe             | Jeu(x) | Alliés |
| --------------------------- | --- | --- |
| « Women Fighters Team »     | → The King of Fighters '94, '95, XIII → The King of Fighters '97, '98 → The King of Fighters '99 → The King of Fighters 2001 → The King of Fighters 2003 → The King of Fighters XIV | → Mai Shiranui, Yuri Sakazaki → Mai Shiranui, Chizuru Kagura → Blue Mary, Kasumi Todoh, Li Xiangfei → Mai Shiranui, Hinako Shijou, Li Xiangfei → Mai Shiranui, Blue Mary → Mai Shiranui, Alice |
| « New Women Fighters Team » | → The King of Fighters '96 | → Mai Shiranui, Kasumi Todoh |
| « Art of Fighting Team »    | → The King of Fighters 2000, XI, XV | → Ryo Sakazaki, Robert Garcia, Takuma Sakazaki |

### Sur Consoles
- Art of Fighting
- Art of Fighting 2
- The King of Fighters '94
- The King of Fighters '95
- The King of Fighters '96
- The King of Fighters '97
- The King of Fighters 98
- The King of Fighters '99
- The King of Fighters 2000
- The King of Fighters 2001
- The King of Fighters 2002 (déblocable version console)
- The King of Fighters 2003
- The King of Fighters XI
- The King of Fighters XIII
- The King of Fighters Neowave
- Capcom vs. SNK
- Capcom VS SNK: Pro
- Capcom vs. SNK 2
- The King of Fighters XIV

### Sur Mobiles
- Days of Memories (non jouable)
- SNK Beach Volley Gal's Attack
- The King of Fighters Mobile
- The King of Reversi
- The King of Fighters Mahjong
- SNK Gals Island Dokidoki Puzzle Shock!
- SNK Gals Rhythm Combo Yudanshinaide!
- SNK Gals Island Dennou Freecell Ote Yawarakani
- SNK High School Collection

### Caméos
- The King of Fighters 2002 (apparition en fond, seulement sur la version Arcade)
- The King of Fighters XII (apparition lors d'une discussion avec Ryo en mode histoire; apparition dans une citation d'Athena lors d'une victoire.)
- KOF: Maximum Impact (apparition en fond)
- KOF: Maximum Impact 2 (apparition en fond)
- The King of Fighters (pachinko)
- The King of Fighters 2
- Koi no Iroha ~Sazanka Chiru Fuyu~ mobile game
- Moeyo! KOF Daiundokai'
- SNK Heroines : Tag Team Frenzy (dans l'ending du mode Arcade de Yuri)